# Udo Jürgens

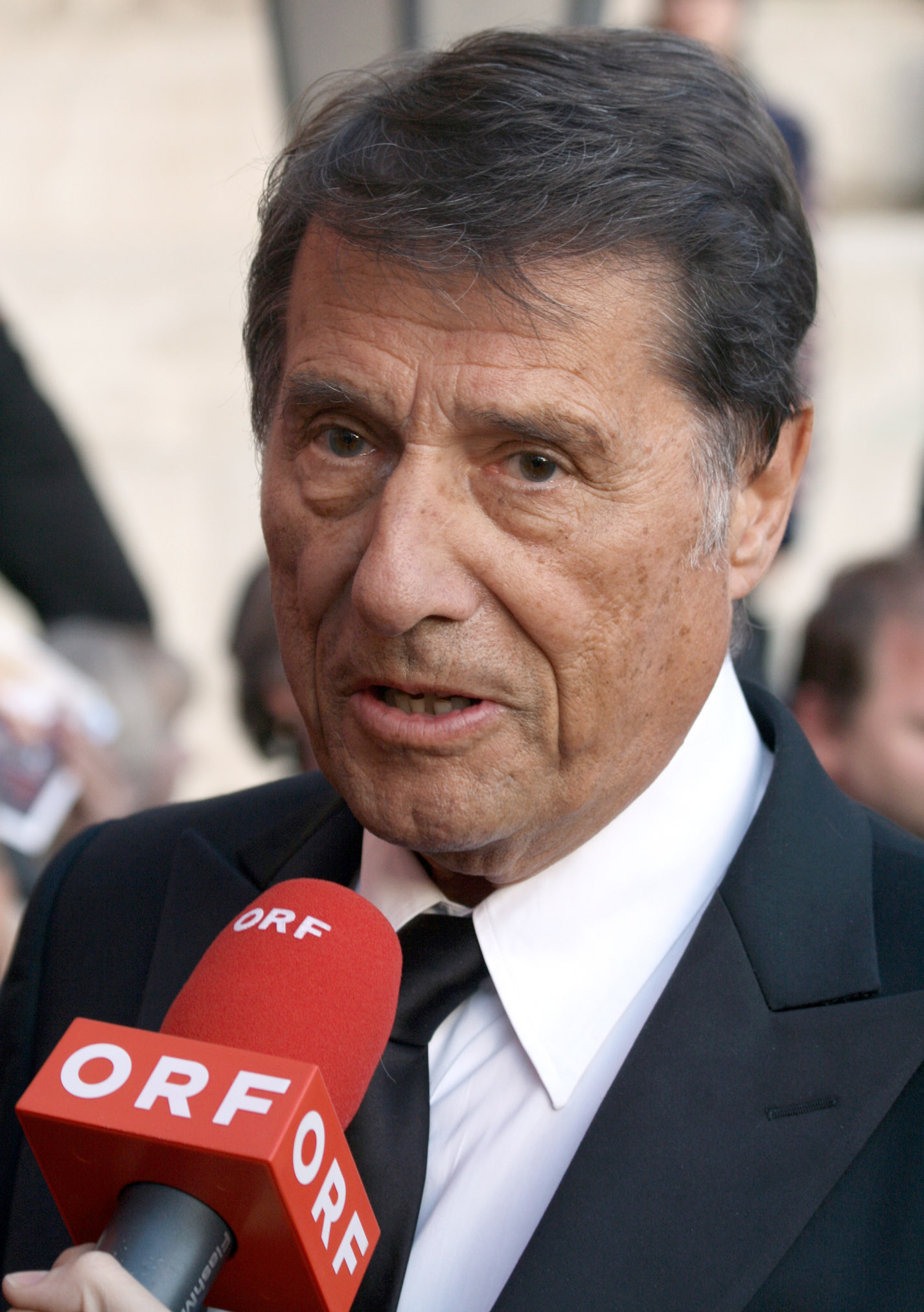
Udo Jürgens, 2012

Udo Jürgens (* 30. September 1934 als Jürgen Udo Bockelmann in Klagenfurt am Wörthersee, Österreich; † 21. Dezember 2014 in Münsterlingen, Schweiz), ab 2010 bürgerlich Udo Jürgens Bockelmann, war ein österreichischer Sänger, Komponist, Textdichter und Pianist. Er sang hauptsächlich auf Deutsch, aber auch auf Englisch, Französisch und Italienisch. Er besaß neben der österreichischen ab 2007 auch die Schweizer Staatsbürgerschaft.
Mit über 105 Millionen verkauften Tonträgern war er einer der erfolgreichsten Unterhaltungsmusiker im deutschen Sprachraum. Seine Karriere erstreckte sich über nahezu 60 Jahre. Er ist stilistisch zwischen Schlager, Chanson, Jazz und Popmusik einzuordnen und gewann 1966 mit Merci, Chérie als erster Österreicher den Grand Prix Eurovision de la Chanson (heute Eurovision Song Contest).

## Leben

### Herkunft und Familie

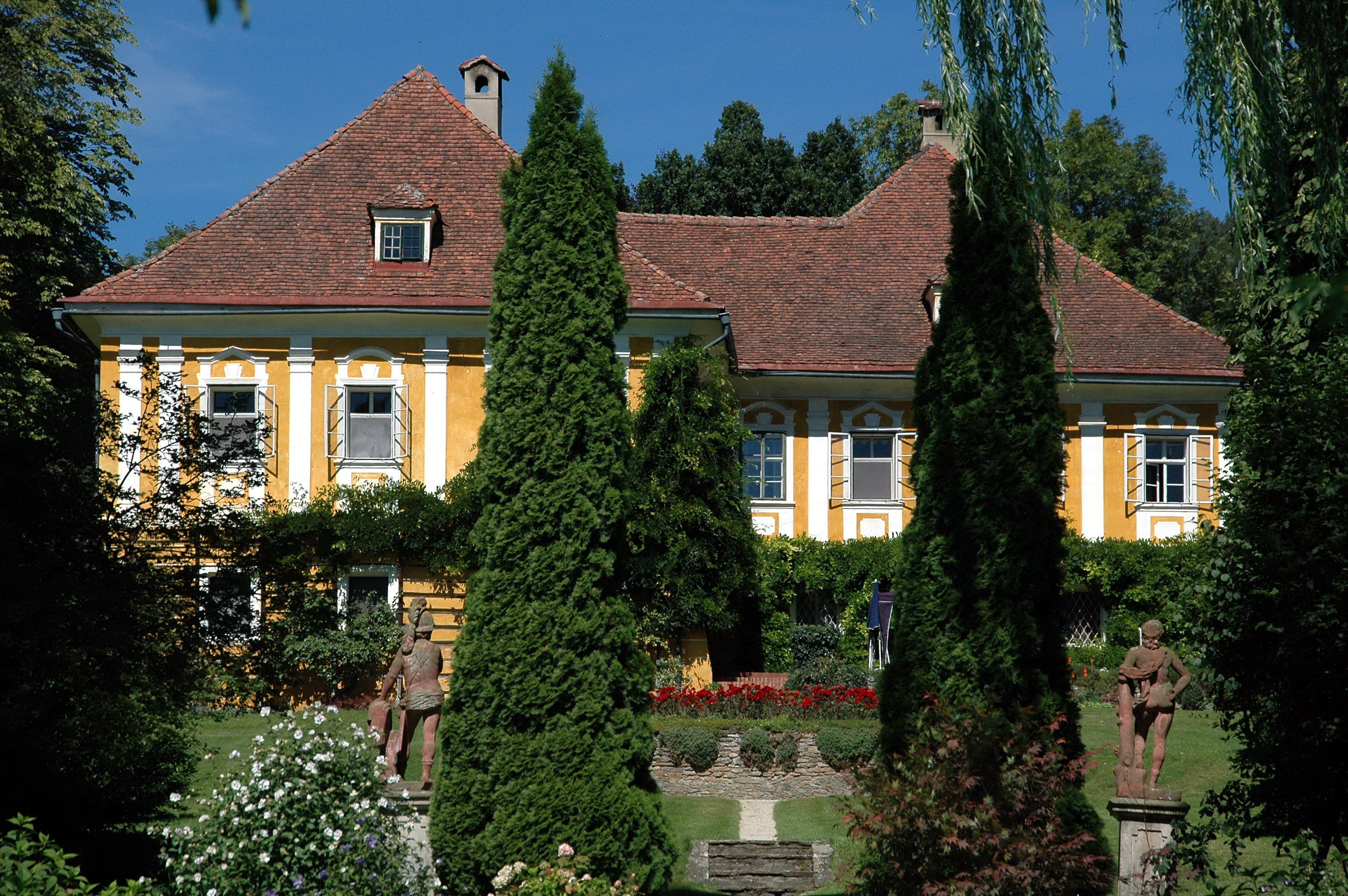
Schloss Ottmanach in der Gemeinde Magdalensberg

Er wurde 1934 als Sohn deutscher Eltern im kärntnerischen Klagenfurt am Wörthersee geboren. Seine Mutter Käthe Arp (1908–1989) stammte aus der Hofsiedlung Hohenstein in Stein in Schleswig-Holstein. Sein Vater Rudolf Bockelmann (1904–1984) war in Moskau als Sohn des deutschen Bankdirektors Heinrich Bockelmann geboren worden und nach Ausbruch des Ersten Weltkriegs mit seinen Eltern in das damals neutrale Schweden geflüchtet. Nach dem Krieg ließen sich seine Eltern auf Gut Schloss Ottmanach in Kärnten nieder, das der Großvater von Udo Jürgens seinen fünf Söhnen geschenkt hatte. Sein Vater war von 1938 bis 1945 und von 1954 bis 1958 Bürgermeister der Gemeinde Ottmanach.
Ein Verwandter mütterlicherseits war der Dadaist Hans Arp. Ein Onkel väterlicherseits, Werner Bockelmann (SPD), war von 1957 bis 1964 Oberbürgermeister von Frankfurt am Main. Ein weiterer Onkel, Gert Bockelmann, lebte auf Gut Barendorf bei Lüneburg, das heute eine Heimvolkshochschule beherbergt, und war dort ebenfalls für einige Zeit Bürgermeister. Die Onkel von Udo Jürgens Erwin Bockelmann und Jonny Bockelmann waren Industrielle in der Mineralölindustrie. Sein mit dem Lied Mein Bruder ist ein Maler bedachter jüngerer Bruder Manfred Bockelmann ist ein bekannter Maler und Fotograf.

### Frühe Jahre und Ausbildung
Udo Jürgens wuchs im elterlichen Schloss Ottmanach auf dem Magdalensberg in Kärnten zusammen mit seinen Brüdern John (1931–2006) und Manfred (* 1943) auf. Das Klavierspielen brachte er sich selbst bei; systematischen Unterricht erhielt er erst später, als sein Vater sein Talent erkannte und es fördern wollte. Bei der Hitlerjugend erhielt er laut Aussage in seiner Biografie Der Mann mit dem Fagott von einem Gruppenführer eine derartig heftige Ohrfeige, dass fortan die Hörfähigkeit eines Ohres eingeschränkt war. Das Gymnasium verließ Jürgens ein Jahr vor dem möglichen Abschluss Matura. Später studierte er Musik am Kärntner Landeskonservatorium in Klagenfurt (heute: Gustav-Mahler-Privatuniversität für Musik) sowie am Mozarteum in Salzburg.

### Familienleben
Von 1963 bis 1989 war Udo Jürgens, der sich selbst in der Öffentlichkeit mehrfach als Atheisten bezeichnete, mit dem ehemaligen Fotomodell Erika Meier, genannt Panja, verheiratet. Der Ehe entstammen zwei Kinder, John „Johnny“ Jürgens (* 20. Februar 1964) und Jenny Jürgens (* 22. Jänner 1967). Außerdem hat Jürgens zwei nichteheliche Töchter, Sonja (* 11. Jänner 1966) und Gloria (* 29. November 1994).
Am 4. Juli 1999 heiratete er in New York seine langjährige Lebensgefährtin Corinna Reinhold aus Rheydt (heute Stadt Mönchengladbach). Zusammen bezogen sie 1997 ein Haus in Zumikon in der Schweiz. 2006 ließen sie sich scheiden. Danach war er bis zu seinem Tod im Jahr 2014 mit der Journalistin Michaela Moritz liiert, die bereits 2004 die Geschichte seiner Familie und die Anfänge seiner Karriere in dem Roman Der Mann mit dem Fagott niedergeschrieben hatte. Dieser Roman wurde 2011 verfilmt.
Von 1960 bis 1968 lebte Jürgens mit seiner Familie in Baldham bei München, danach für knapp zehn Jahre in Kitzbühel.

### Niederlassung und Wirken in der Schweiz
Im Juni 1977 bezog Jürgens eine Penthouse-Wohnung am Bellevue in Zürich, oberhalb des „Kino Corso“. Da er sowohl in Österreich als auch in Deutschland Steuerschulden hatte, wurde dieser Umzug von diversen Medien als Steuerflucht bezeichnet. Jedoch betrachtete Jürgens seine Schulden durch einen „siebenstelligen Betrag“ abgedeckt, der sich auf einem Sperrkonto einer Bank in München befand.
Mit der Umfirmierung wurde nicht nur seine Wohnsitzverlegung von Zumikon in die Gemeinde Meilen angezeigt, sondern zudem der Name Jürgens, der bereits 1978 bei der Firmengründung fälschlich mit Bockelmann, Udo Jürgen (Künstlername ‚Udo Jürgens‘) eingetragen worden war, in Bockelmann, Udo Jürgens (Künstlername ‚Udo Jürgens‘) geändert. Rechtlicher Hintergrund war die 2010 bewilligte Änderung seiner Vornamen von Jürgen Udo in Udo Jürgens.
Im Februar 2007 erhielt er die schweizerische Staatsbürgerschaft. Seine österreichische Staatsbürgerschaft durfte er behalten, so dass er anschließend Doppelstaatsbürger war. Im Juli 2012 erwarb er in der Gemeinde Meilen eine Villa, die Gottlieb Duttweiler 1930 hatte errichten lassen. Die Villa wurde von 2012 bis 2016 saniert. 2015 wollte er in die Villa einziehen, jedoch starb er bereits 2014.

### Tod

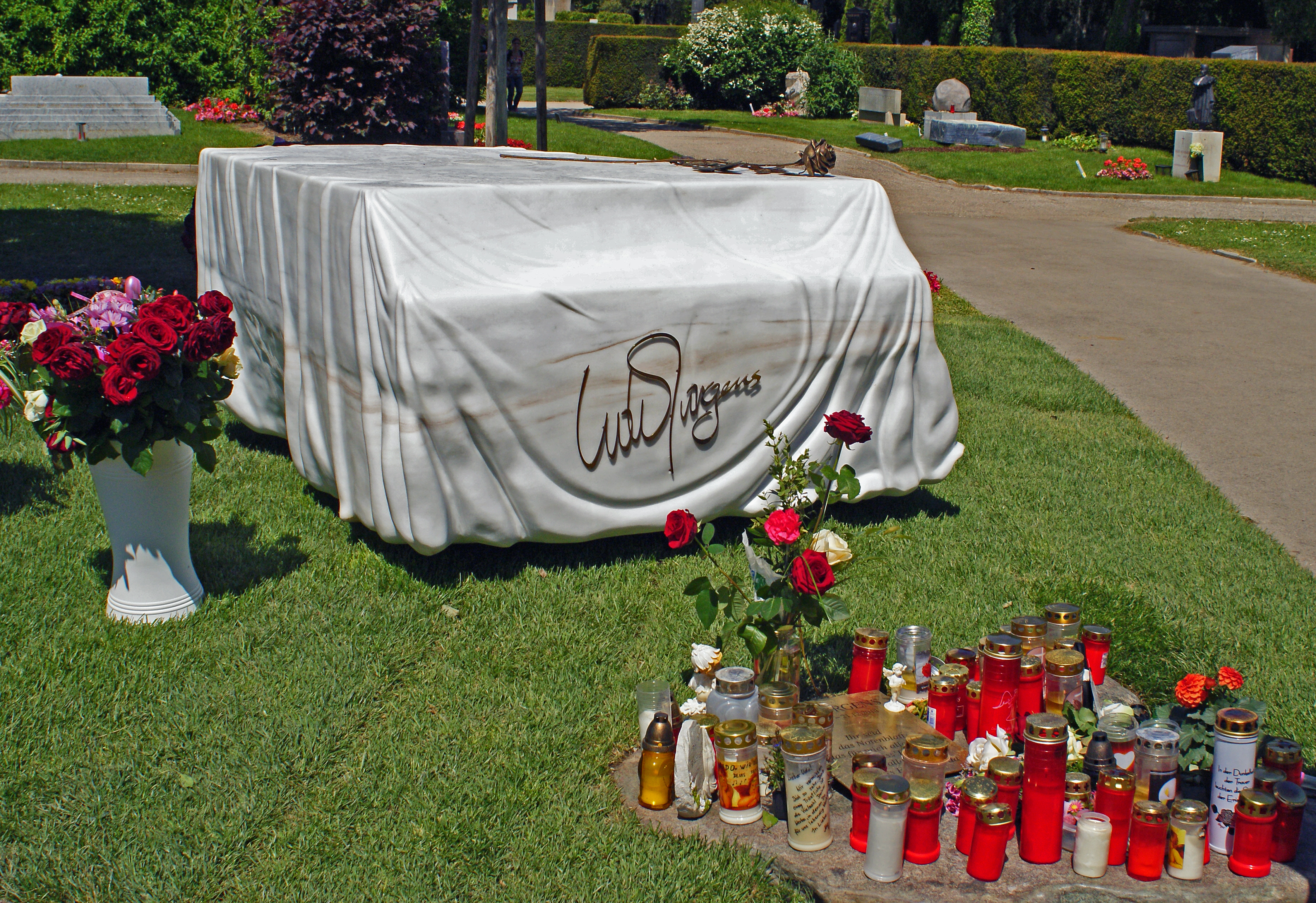
Der weiße Marmorflügel als Grabstein wurde von Udos Bruder Manfred Bockelmann entworfen.

Am 21. Dezember 2014 brach Udo Jürgens während eines Spaziergangs in der Gemeinde Gottlieben (Kanton Thurgau), in der er eine Wohnung hatte, bewusstlos zusammen und starb trotz eines Wiederbelebungsversuches im Kantonsspital Münsterlingen im Alter von 80 Jahren an Herzversagen. Zwei Wochen zuvor hatte er in Zürich den ersten Teil seiner 25. Konzerttournee beendet. Seinen letzten öffentlichen Auftritt absolvierte er am 12. Dezember 2014 im Berliner Velodrom in der Helene Fischer Show. Der Auftritt wurde am 25. Dezember 2014 im ZDF ausgestrahlt. Drei Monate vor seinem Tod gab er dem SRF eines seiner letzten Interviews.
Am 15. Jänner 2015 nahmen rund 200 Freunde und Weggefährten bei einer Gedenkfeier in Zürich Abschied von Udo Jürgens. Seine Urne wurde in der Volkshalle des Wiener Rathauses aufgestellt, wo die Öffentlichkeit ihm die letzte Ehre erweisen konnte. Hochrangige Amtsträger wie der damalige österreichische Bundespräsident Heinz Fischer und der damalige Bundeskanzler Österreichs Werner Faymann trugen sich in die ausliegenden Kondolenzbücher ein. Jürgens wurde in einem Ehrengrab der Stadt Wien auf dem Wiener Zentralfriedhof beigesetzt. Der Grabstein, der einen in ein weißes Trauertuch gehüllten Flügel darstellt, wurde von seinem Bruder Manfred Bockelmann entworfen und vom Bildhauer Hans Muhr in Laaser Marmor umgesetzt. Auf der Gedenktafel steht – nach mehrfachen Korrekturen der zunächst falschen Schreibweise – unter anderem eine seiner Textpassagen: „Ihr seid das Notenblatt, das alles für mich war. Ich lass’ Euch alles – ich lass’ Euch alles da!“.
Im Januar 2025 wurden in einer von Sotheby’s abgehaltenen Online-Auktion Gegenstände aus dem Nachlass versteigert, darunter ein Konzertflügel und ein weißer Frottee-Bademantel, ein Markenzeichen Udo Jürgens‘. Die Auktion spielte etwa 1,7 Millionen Euro ein und überstieg damit die Schätzungen erheblich. Allein für den Bademantel zahlte ein unbekannter Bieter 26.400 Euro, was dem 176-Fachen des unteren Schätzpreises entsprach.

## Karriere

### 1950 bis 1964: Erste Auftritte und Erfolge
Seine ersten Auftritte hatte er während seiner Studienzeit am Konservatorium in Klagenfurt in diversen kleineren Lokalen. Ernst Lerch engagierte ihn in seinem damals angesagten Klagenfurter Tanzcafé Lerch für fünf Schilling pro Stunde. Er trat dort in Anspielung auf seinen zweiten Vor- und seinen Familiennamen unter dem Künstlernamen Udo Bolán auf und konnte so erste Bühnenerfahrung sammeln. Er sang und spielte unter Begleitung eines Schlagzeugers und eines Bassisten am Klavier vorwiegend Jazz und Swing sowie auf Wunsch des Publikums auch volkstümliche Musik. 1951 gewann Udo Jürgens als 17-Jähriger bei einem Komponistenwettbewerb des Österreichischen Rundfunks unter 300 Teilnehmern mit dem Lied Je t’aime als jüngster Teilnehmer den ersten Preis.
1960 erzielte er einen ersten Achtungserfolg mit dem Lied Jenny; der Titel wurde 1961 von Lale Andersen mit einem von Jürgens neu geschriebenen Text als Jonny interpretiert. 1960 komponierte er für Shirley Bassey den Hit Reach for the Stars. Im selben Jahr siegte er zusammen mit Hannelore Auer, Heinz Sagner, Inge Brandenburg und Frank Forster beim Songfestival von Knokke für Deutschland. Ab 1963 arbeitete er mit dem Münchener Medienmanager Hans R. Beierlein zusammen, der ihn besonders als Komponisten förderte.
1964 startete Jürgens in Kopenhagen beim Grand Prix Eurovision für Österreich. Er erreichte mit Warum nur, warum? den sechsten Platz. Matt Monro verkaufte mit der englischen Version Walk Away 1,5 Millionen Schallplatten, kam auf Platz 23 in den USA, Platz 4 in Großbritannien und belegte weitere Plätze in den Hitparaden rund um die Welt. Das deutschsprachige Original wurde in Frankreich ein Nummer-1-Hit. Jürgens komponierte für Frank Sinatra If I Never Sing Another Song. Sinatra trat diesen Titel wegen einer Karrierepause an seinen Freund Sammy Davis junior ab. Die deutsche Version wurde von Alexandra unter dem Titel Illusionen interpretiert.

### 1965 bis 1979: Internationaler Durchbruch

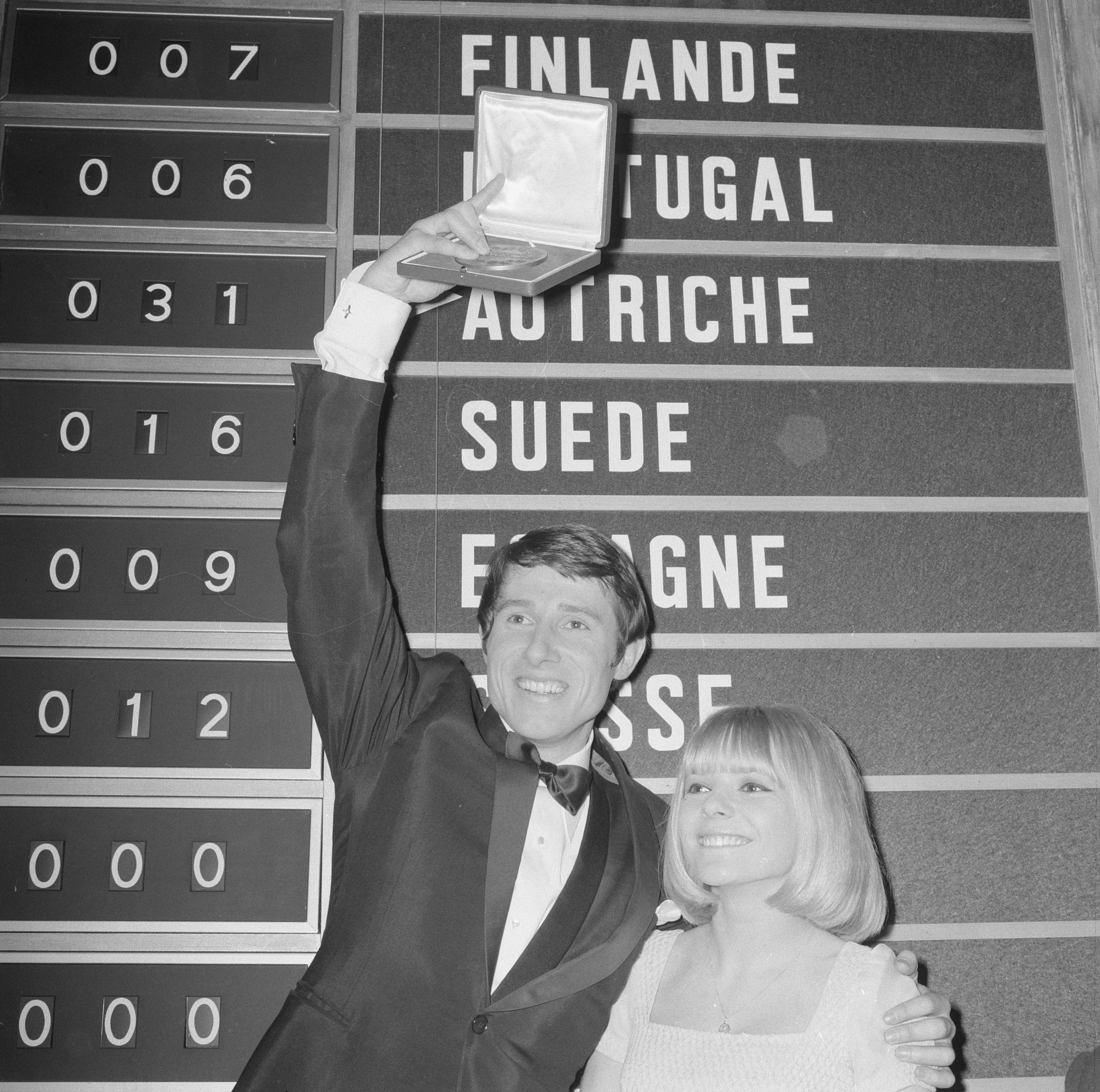
Udo Jürgens, Gewinner des Grand Prix Eurovision de la Chanson Européenne 1966, mit France Gall

Udo Jürgens, 1966

1965 nahm Jürgens sowohl am Sanremo-Festival als auch erneut am Grand Prix Eurovision in Neapel teil, bei diesem konnte er mit dem Lied Sag ihr, ich laß sie grüßen Platz 4 erreichen. Sein Lied Siebzehn Jahr, blondes Haar erreichte in Deutschland Platz 4 und in Österreich Platz 6. Im Folgejahr war er im gleichnamigen Kinofilm von Franco Montemurro zu sehen, in dem er auch Merci, Chérie sang. Mit diesem Stück gewann er den Eurovision Song Contest am 5. März 1966 in Luxemburg. Dieser Sieg verhalf ihm zu seinem internationalen Durchbruch; es folgten ausgedehnte Tourneen in zahlreiche Länder.
1967 erschienen mit Was ich dir sagen will – einer Zusammenarbeit mit Joachim Fuchsberger – und Immer wieder geht die Sonne auf weitere Verkaufserfolge. 1968 kehrte er zum Sanremo-Festival zurück. In dieser Zeit nahm er einige seiner Kompositionen in mehreren Sprachen auf. Neben seiner musikalischen Karriere spielte er in den 1950er und 1960er Jahren auch in mehreren deutschen Unterhaltungsfilmen mit. 1971 sang er das Lied der ARD-Fernsehlotterie Zeig mir den Platz an der Sonne. Auch 1976 (Ein Lied für alle, die einsam sind) und 1980 (Ist das nichts?) sang er Lieder für die Fernsehlotterie.
Mit dem gesellschaftskritischen Lied Lieb Vaterland löste er 1971 eine Kontroverse aus. Die Musik ist für einen Schlager untypisch, ebenso der (von Eckart Hachfeld verfasste) Text.
Das Lied Griechischer Wein wurde 1974 ein großer Hit. Zu seiner Ehrung und als Ausdruck des Dankes, das Leben der griechischen Gastarbeiter in Deutschland derart emotional ausgedrückt zu haben, empfing der griechische Ministerpräsident Konstantinos Karamanlis Udo Jürgens und den Textschreiber Michael Kunze in Athen. Das Lied wurde ins Griechische übertragen (Titel Phile kerna krassi) und zu einer Art Volkslied. Bing Crosby nahm es mit dem Titel Come Share the Wine auf – später sang es Al Martino und hatte damit ebenfalls großen Erfolg. Mit Rhodos im Regen, einem weiteren Griechenland gewidmeten Song, konnte Jürgens diesen Erfolg nicht fortsetzen. 
Jürgens machte Tourneen durch Deutschland, Österreich, die Schweiz, Griechenland, Polen, Japan und Australien. 1977 übernahm der Schweizer Freddy Burger sein Management. Die erfolgreiche Zusammenarbeit und Freundschaft hielt bis zu Jürgens’ Tod an. Erstmals 1982 ging Jürgens mit dem Orchester von Pepe Lienhard auf Tournee. Sein größter kommerzieller Erfolg war Buenos días, Argentina mit der bundesdeutschen Fußballnationalelf. 1978 bekam er dafür nach fünf Wochen eine Goldene Schallplatte und nach zwei Monaten eine Platin-Schallplatte. Außerdem war dieser Schlager in einer Tex-Mex-Fassung in Nordamerika erfolgreich; Marty Robbins erreichte damit Platz 25 in den Country-Charts. Im Oktober 1979 erschien die Single Ich weiß, was ich will, bei der er mit dem Liedtexter Fred Jay zusammenarbeitete.

### 1980 bis 2014: Weitere Karriere
Ab Anfang der 1980er hatte Jürgens keine Top-10-Platzierungen in den deutschen Singlecharts mehr. Er veröffentlichte regelmäßig weiter Alben, die sich vor allem in Österreich und der Schweiz gut verkauften. In Deutschland war sein kommerzieller Erfolg damals mäßig. 1984 veröffentlichte er mit Rot blüht der Mohn ein Lied über Drogensucht, und den Titel Liebe ohne Leiden, ein Gesangsduett mit seiner 17-jährigen Tochter Jenny. Im Oktober 1984 traten sie erstmals gemeinsam mit dem Lied in der ZDF-Unterhaltungsshow Show & Co. mit Carlo auf. 1988 gelang ihm mit Das blaue Album seine vorerst letzte Top-20-Platzierung.
Für den im Jänner 1991 ausgestrahlten Film Das Traumschiff: Florida komponierte Jürgens die Filmmusik und war als er selbst in einer Gastrolle zu sehen. Im Oktober 1991 nahm er mit der österreichischen Band Erste Allgemeine Verunsicherung (EAV) den Titel Na und?! auf, den sie gemeinsam in der ZDF-Rateshow Die bessere Hälfte vortrugen. Nach dem Lied Na und?! nahm Jürgens mit Café Größenwahn einen zweiten Titel mit EAV auf, der im Oktober 1993 auf dem gleichnamigen Album und im Jänner 1994 als Single erschien. Die von ihm in den 1990er Jahren veröffentlichten Studioalben Geradeaus! (1991), Café Größenwahn (1993) und Zärtlicher Chaot (1995) hatten in Deutschland wenig Erfolg. 
Im März 1999 erschien sein Studioalbum Ich werde da sein, das sich in den deutschen Albencharts erstmals seit 1988 wieder in den Top-20 platzieren konnte. Für das Album nahm er nach Liebe ohne Leiden mit Du lebst nur einmal ein weiteres Duett mit seiner Tochter Jenny auf. Im November 2003 erschien das Weihnachtsalbum Es werde Licht, das in Österreich Goldstatus und Platz 9 der Charts erreichte. 2010 wurde das Album in Kooperation mit Hape Kerkeling neu aufgelegt.
Größere mediale Aufmerksamkeit erhielt Jürgens wieder ab 2007, nachdem das Jukebox-Musical Ich war noch niemals in New York, basierend auf einem Potpourri seiner Lieder, Premiere gehabt hatte. 2009 nahmen die Sportfreunde Stiller eine Coverversion des Titelstückes auf ihrem Album MTV Unplugged in New York auf, bei dem auch Gesangsaufnahmen von Jürgens verwendet wurden. Der Erfolg dieses Albums und der Single brachten Jürgens nach 17 Jahren seine ersten Platzierungen in den deutschen Singlecharts ein. Mit dem Erfolg des Musicals stiegen auch die Verkaufszahlen für Jürgens’ Albumveröffentlichungen wieder. Die nachfolgenden Alben Einfach ich (2008) und Der ganz normale Wahnsinn (2011) belegten Spitzenpositionen in den deutschen und österreichischen Charts.
Im Februar 2014 erschien mit Mitten im Leben sein letztes Studioalbum. Ab Ende Oktober 2014 folgte die gleichnamige Tournee. Sein letztes Konzert gab Udo Jürgens am 7. Dezember 2014 im ausverkauften Hallenstadion in Zürich. Nach seinem Tod im Dezember 2014 stiegen die Verkaufszahlen signifikant an und blieben wochenlang auf einem hohen Niveau; dieser Posthum-Effekt gipfelte Anfang April 2015 im erneuten Erreichen von Platz 1 in den österreichischen Charts.

## Musical
Im Jahr 1972 schrieb Udo Jürgens ein Musical mit dem Titel Helden, Helden, das auf George Bernard Shaws Theaterstück Helden basiert. Es wurde im Oktober 1972 mit Michael Heltau und Gabriele Jacoby in den Hauptrollen im Theater an der Wien uraufgeführt. 1974 fand am Hamburger Operettenhaus die deutsche Erstaufführung statt.
Im Dezember 2007 hatte das Musical Ich war noch niemals in New York im Operettenhaus Hamburg Weltpremiere. Alle Lieder stammen von Jürgens und seinen Textautoren. Er trat nicht selbst auf; die Lieder wurden von den Darstellern gesungen. Das Dialogbuch schrieben Gabriel Barylli und Christian Struppeck, choreografiert wurde das Musical von Kim Duddy.

## Rezeption

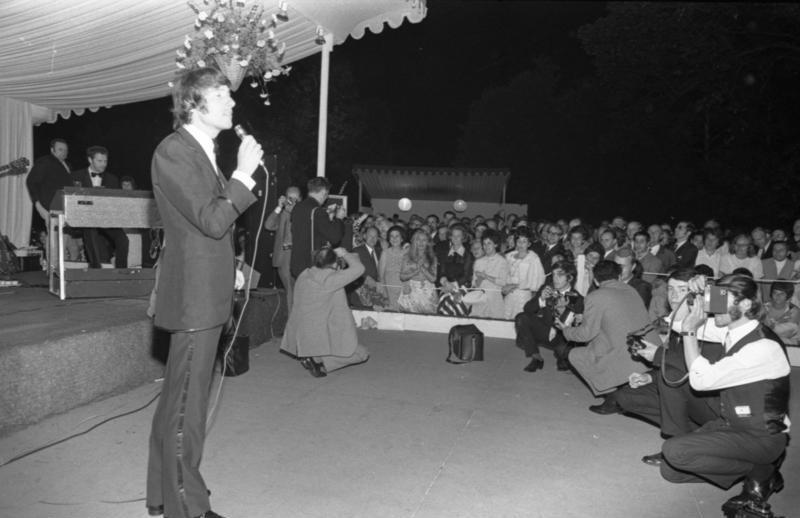
Udo Jürgens, 1970

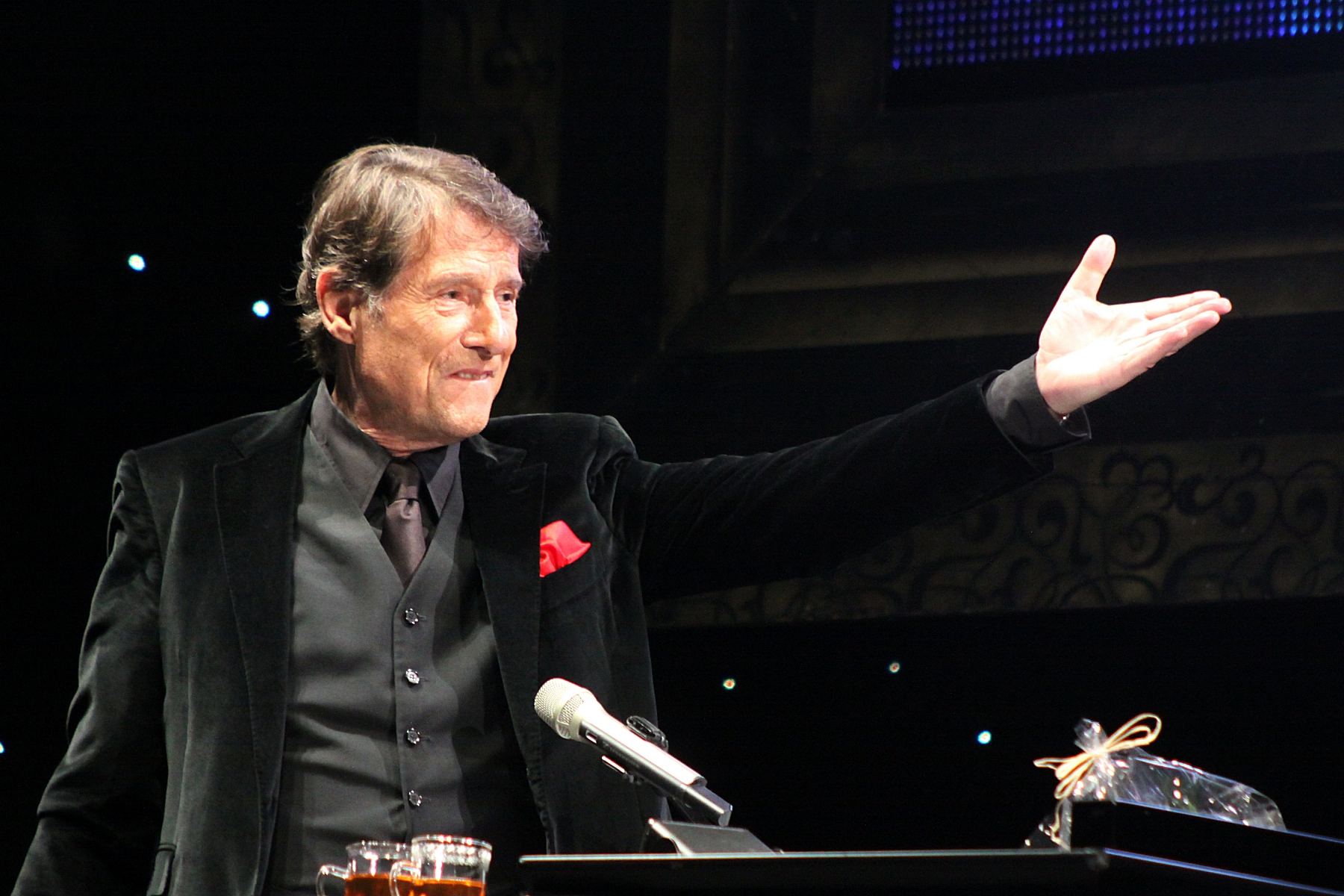
Konzert im Jahr 2010

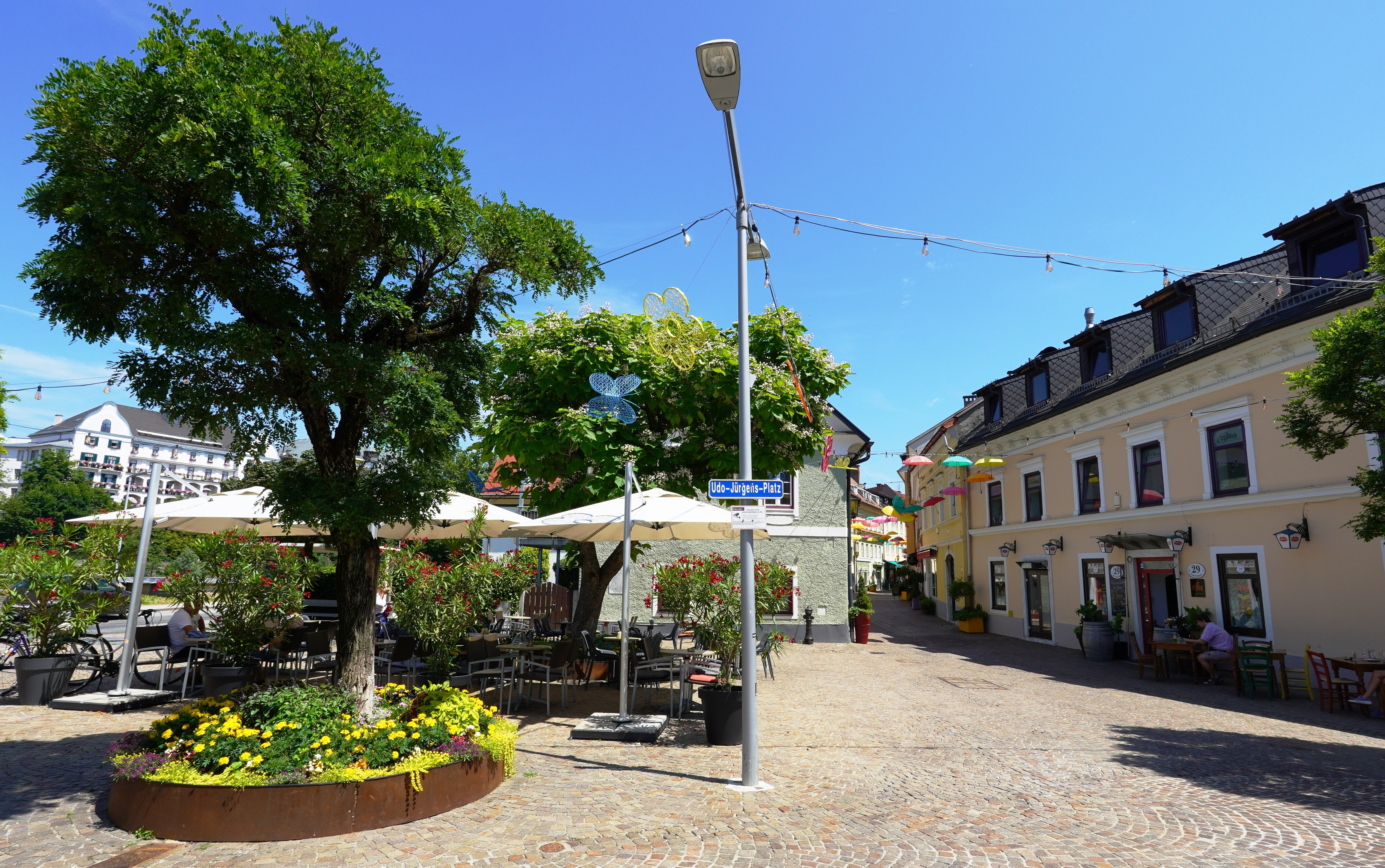
Der ihm 1995 gewidmete Platz in Villach

Udo Jürgens gilt als einer der bedeutendsten deutschsprachigen Entertainer des 20. und frühen 21. Jahrhunderts. Er schrieb mehr als 1000 Lieder, veröffentlichte über 50 Musikalben und verkaufte in seiner mehr als sechzig Jahre andauernden Karriere über 105 Millionen Tonträger. Er zählt damit zu den erfolgreichsten Solokünstlern der Welt und hält mit 61 Platzierungen in den Albumcharts den Rekord als am häufigsten vertretener deutschsprachiger Sänger. Bis Ende 2014 kann er insgesamt 616 Album- und 411 Single-Platzierungen vorweisen. Seit 2015 hält er zudem den weltweiten Rekord als am längsten erfolgreicher Künstler in den Charts mit über 57 Jahren, vom Ersteinstieg 1958 bis 2015.
In den Anfangsjahren wurde er meist als Schlagersänger gesehen, später sprengte er mit seinem umfangreichen Werk die Grenzen des Genres. Seine Liedtexte, die von verschiedenen Textern und von ihm selbst stammen, sprechen häufig gesellschaftliche Themen an, zum Beispiel Dekadenz (Café Größenwahn, 1993). Mit Ein ehrenwertes Haus (1975) karikierte er die spießbürgerliche Bigotterie in Bezug auf die damals vielfach noch als problematisch empfundene wilde Ehe – die „Ehe ohne Trauschein“ – und prangerte Rassismus und Gewalt gegen Kinder an. Auch zur Gastarbeiterproblematik (Griechischer Wein, 1974), zur Umweltproblematik (5 Minuten vor 12, 1982; dagegen aber auch Die Schwalben fliegen hoch, 1983), zum Wettrüsten (Traumtänzer, 1983) oder zur Drogenproblematik (Rot blüht der Mohn, 1984) nahm er Stellung.
Im Titel Gehet hin und vermehret Euch aus Das blaue Album von 1988 schuf er eine Verbindung zwischen dem Papst und einem Bibelzitat. Das Radioprogramm des Bayerischen Rundfunks nahm das Lied deshalb auf den Index. Ebenfalls auf diesem Album ist das Lied Moskau – New York zu hören, in dem Jürgens den Fall der Berliner Mauer besingt.
Sein breit gefächertes Schaffen umfasst auch symphonische Kompositionen wie Wort und Die Krone der Schöpfung, die mit den Berliner Philharmonikern aufgenommen wurden. 1992 spielte Jürgens auf der Donauinsel in Wien vor rund 220.000 Zuschauern. Ein Markenzeichen seiner Live-Konzerte waren die Zugaben, die er stets in einem weißen Bademantel sang.
Deutschen Fernsehzuschauern sind seine Stücke Vielen Dank für die Blumen als Titellied von Tom und Jerry sowie der Anfang seines Liedes Tausend Jahre sind ein Tag als Titelthema der Serie Es war einmal … der Mensch bekannt. Jürgens komponierte 1990 den Soundtrack für zwei Folgen der Das-Traumschiff-Reihe sowie die offiziellen WM-Songs der deutschen Fußballnationalmannschaft zur WM 1978 (Buenos días, Argentina) und zur WM 1990 (Sempre Roma). Für die österreichische Fußballnationalmannschaft schrieb er den Song Wunderknaben zur WM 1998.
Mit Alexandra (Illusionen) und Reinhard Mey (Auf meinem Tisch ein weißer Bogen, Eine Art von Serenade) schrieb er Lieder, mit Rainhard Fendrich gab es gemeinsame Auftritte. Seine Lieder wurden von Howard Carpendale, den Sportfreunden Stiller, Roland Kaiser, Helene Fischer und anderen gecovert. Einige seiner bekannten Lieder wie Griechischer Wein, Aber bitte mit Sahne oder Es wird Nacht, Señorita (im Original: Le rossignol anglais von Hugues Aufray) wurden von Otto Waalkes parodiert.
1995 wurde in der Stadt Villach ein Platz an der Kreuzung Widmanngasse/Lederergasse nach Udo Jürgens benannt. Jedoch erst 2019 wurde die offizielle Benennung des Platzes formell korrekt in Form eines Gemeinderatsbeschlusses, der bis dahin nicht erfolgt war, durchgeführt.

## Musikalischer Nachlass
Nach langjährigen gerichtlichen Auseinandersetzungen hinsichtlich der Verwertung des musikalischen Erbes von Udo Jürgens einigten sich John und Jenny Jürgens und sein ehemaliger Manager Freddy Burger im Oktober 2021 gütlich. Die beiden ehelichen Kinder kümmern sich seitdem als alleinige Gesellschafter um die Geschicke des Tonträgerunternehmens Udo Jürgens Master AG. Damit liegt die Veröffentlichung des gesamten Udo-Jürgens-Musikproduktionskatalogs in deren Händen. Freddy Burger, der fast 40 Jahre Jürgens’ Geschäftspartner und Freund gewesen war, konzentriert sich auf die Pflege des ihm gehörenden Musikverlags für Jürgens’ Werke.
Im Dezember 2022 wurde ein neues Album aus Jürgens’ Nachlass unter dem Namen: Da capo, Udo Jürgens – Stationen einer Weltkarriere veröffentlicht. Außerdem weist das aus insgesamt 61 Titeln bestehende Konzeptalbum auch bisher unveröffentlichte Songvarianten auf. Ziel des Albums ist die Darstellung des Lebens von Udo Jürgens in einer musikalischen Form. Zur Vorstellung des von Sony veröffentlichten Albums waren Jürgens’ Kinder John und Jenny in diversen Fernsehsendungen und auch Zeitschriften vertreten. Am 24. Dezember 2022 erreichte das Album Platz 1 der deutschen, am 3. Jänner 2023 Platz 1 der österreichischen Albumcharts.
Am 27. September 2024 erschien anlässlich seines 90. Geburtstags posthum das Album Udo 90 mit dem bis dahin unveröffentlichten Titel Als ich fortging. Das Album erreichte Nummer 1 in Österreich, Platz 3 in den deutschen Albencharts und Platz 9 in der Schweiz.

## Diskografie

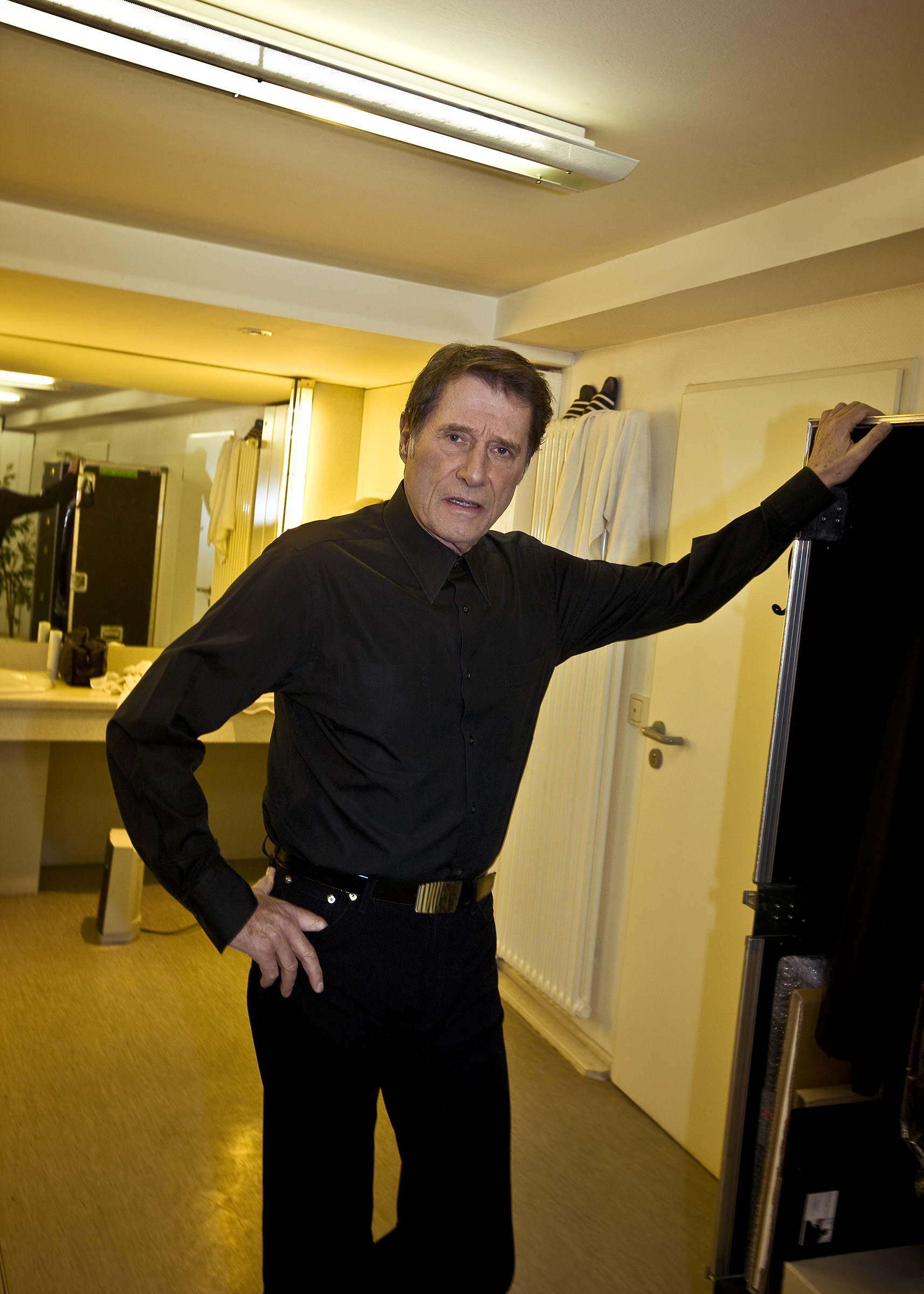
Udo Jürgens fotografiert von Oliver Mark in seiner Garderobe in der Westfalenhalle Dortmund, 2009

Studioalben

| Jahr | Titel                                                                           | Höchstplatzierung, Gesamtwochen/‑monate, AuszeichnungChartplatzierungen (Jahr, Titel, Platzierungen, Wochen/Monate, Auszeichnungen, Anmerkungen) | Höchstplatzierung, Gesamtwochen/‑monate, AuszeichnungChartplatzierungen (Jahr, Titel, Platzierungen, Wochen/Monate, Auszeichnungen, Anmerkungen) | Höchstplatzierung, Gesamtwochen/‑monate, AuszeichnungChartplatzierungen (Jahr, Titel, Platzierungen, Wochen/Monate, Auszeichnungen, Anmerkungen) | Anmerkungen                                                  |
| Jahr | Titel                                                                           | DE | AT | CH | Anmerkungen                                                  |
| ---- | ------------------------------------------------------------------------------- | --- | --- | --- | ------------------------------------------------------------ |
| 1965 | Portrait in Musik zusammen mit Françoise Hardy                                  | DE4 (20 Mt.)DE | — | — | Erstveröffentlichung: 15. September 1965                     |
| 1966 | Françoise und Udo zusammen mit Françoise Hardy                                  | DE9 (9 Mt.)DE | — | — | Erstveröffentlichung: 15. November 1966                      |
| 1967 | Was ich dir sagen will                                                          | DE2 (9 Mt.)DE | — | — | Erstveröffentlichung: 15. September 1967                     |
| 1967 | Portrait in Musik II                                                            | — | — | — | Erstveröffentlichung: 1967                                   |
| 1967 | International                                                                   | — | — | — | Erstveröffentlichung: 1967                                   |
| 1967 | Chansons                                                                        | — | — | — | Erstveröffentlichung: 1967                                   |
| 1968 | Udo Jürgens                                                                     | — | — | — | Erstveröffentlichung: 1968                                   |
| 1968 | Mein Lied für dich                                                              | DE5 (7 Mt.)DE | — | — | Erstveröffentlichung: 15. April 1968                         |
| 1968 | Udo                                                                             | DE2 (12 Mt.)DE | — | — | Erstveröffentlichung: 15. September 1968                     |
| 1969 | Portrait International                                                          | — | — | — | Erstveröffentlichung: 1969                                   |
| 1969 | Udo ’70                                                                         | DE2 Gold · (13 Mt.)DE | — | — | Erstveröffentlichung: 15. Oktober 1969 Verkäufe: + 250.000   |
| 1970 | Udo ’71                                                                         | DE4 (7 Mt.)DE | AT1 (… Wo.)AT | — | Erstveröffentlichung: 15. November 1970                      |
| 1971 | Zeig mir den Platz an der Sonne                                                 | DE16 (5 Mt.)DE | AT— GoldAT | — | Erstveröffentlichung: 15. September 1971 Verkäufe: + 25.000  |
| 1971 | Jonny & Jenny zusammen mit James Krüss                                          | — | — | — | Erstveröffentlichung: 1971                                   |
| 1972 | Ich bin wieder da                                                               | DE34 (2 Mt.)DE | — | — | Erstveröffentlichung: 15. November 1972                      |
| 1973 | Es ist Zeit für die Liebe                                                       | — | — | — | Erstveröffentlichung: 1973                                   |
| 1973 | International 2                                                                 | — | — | — | Erstveröffentlichung: 1973                                   |
| 1973 | Jonny & Jenny – Alle Kinder dieser Welt zusammen mit James Krüss                | — | — | — | Erstveröffentlichung: 1973                                   |
| 1973 | New World of Udo Jürgens                                                        | — | — | — | Erstveröffentlichung: 1973                                   |
| 1974 | Udo heute                                                                       | DE39 (3 Mt.)DE | — | — | Erstveröffentlichung: 15. August 1974                        |
| 1974 | Meine Lieder                                                                    | DE3 Gold · (12 Mt.)DE | — | — | Erstveröffentlichung: 26. November 1974 Verkäufe: + 250.000  |
| 1975 | Griechischer Wein – Seine neuen Lieder                                          | — | — | — | Erstveröffentlichung: 1975                                   |
| 1975 | Griechischer Wein                                                               | — | — | — | Erstveröffentlichung: 1975                                   |
| 1975 | Udo ’75 – Ein neuer Morgen                                                      | DE12 Gold · (5 Mt.)DE | — | — | Erstveröffentlichung: 15. September 1975 Verkäufe: + 250.000 |
| 1976 | Meine Lieder 2                                                                  | DE21 (4½ Mt.)DE | — | — | Erstveröffentlichung: 15. Juni 1976                          |
| 1977 | Meine Lieder 77                                                                 | DE28 (3 Mt.)DE | — | — | Erstveröffentlichung: 15. März 1977                          |
| 1977 | Lieder, die auf Reisen gehen                                                    | — | AT11 (1 Mt.)AT | — | Erstveröffentlichung: 15. November 1977                      |
| 1978 | Buenos dias, Argentina zusammen mit der deutschen Fußballnationalmannschaft ’78 | DE1 Platin · (5 Mt.)DE | AT5 (4 Mt.)AT | — | Erstveröffentlichung: 1. März 1978 Verkäufe: + 500.000       |
| 1978 | Nur ein Lächeln                                                                 | DE61 (½ Mt.)DE | — | — | Erstveröffentlichung: 1978                                   |
| 1979 | Udo ’80                                                                         | DE10 (29 Wo.)DE | AT6 (3½ Mt.)AT | — | Erstveröffentlichung: 17. Dezember 1979                      |
| 1981 | Willkommen in meinem Leben                                                      | DE29 (18 Wo.)DE | — | — | Erstveröffentlichung: 6. April 1981                          |
| 1981 | Leave a Little Love                                                             | — | — | — | Erstveröffentlichung: 1981                                   |
| 1982 | Silberstreifen                                                                  | DE39 (13 Wo.)DE | — | — | Erstveröffentlichung: 19. April 1982                         |
| 1983 | Traumtänzer                                                                     | DE24 (16 Wo.)DE | — | — | Erstveröffentlichung: 28. September 1983                     |
| 1984 | Hautnah                                                                         | DE12 Gold · (26 Wo.)DE | AT7 (4½ Mt.)AT | CH24 (1 Wo.)CH | Erstveröffentlichung: 27. September 1984 Verkäufe: + 250.000 |
| 1985 | Treibjagd                                                                       | DE26 (12 Wo.)DE | AT17 (2 Mt.)AT | — | Erstveröffentlichung: 5. Oktober 1985                        |
| 1986 | Deinetwegen                                                                     | DE33 (12 Wo.)DE | AT29 (½ Mt.)AT | — | Erstveröffentlichung: 23. September 1986                     |
| 1988 | Das blaue Album                                                                 | DE14 (14 Wo.)DE | AT11 (3 Mt.)AT | CH17 (5 Wo.)CH | Erstveröffentlichung: 29. Februar 1988                       |
| 1989 | Ohne Maske                                                                      | DE27 (15 Wo.)DE | — | — | Erstveröffentlichung: 24. August 1989                        |
| 1990 | Sempre Roma zusammen mit der deutschen Fußballnationalmannschaft ’90            | — | — | — | Erstveröffentlichung: 1990                                   |
| 1991 | Geradeaus!                                                                      | DE60 (8 Wo.)DE | AT24 (6 Wo.)AT | — | Erstveröffentlichung: 7. Oktober 1991                        |
| 1993 | Café Größenwahn                                                                 | — | AT23 (4 Wo.)AT | — | Erstveröffentlichung: 11. Oktober 1993                       |
| 1995 | Zärtlicher Chaot                                                                | DE91 (4 Wo.)DE | AT20 (10 Wo.)AT | — | Erstveröffentlichung: 10. November 1995                      |
| 1999 | Ich werde da sein                                                               | DE17 (8 Wo.)DE | AT15 (10 Wo.)AT | — | Erstveröffentlichung: 12. März 1999                          |
| 2002 | Es lebe das Laster                                                              | DE27 (10 Wo.)DE | AT8 Gold · (13 Wo.)AT | — | Erstveröffentlichung: 30. September 2002 Verkäufe: + 20.000  |
| 2005 | Jetzt oder nie                                                                  | DE14 Gold · (21 Wo.)DE | AT2 (11 Wo.)AT | CH47 (4 Wo.)CH | Erstveröffentlichung: 12. September 2005 Verkäufe: + 100.000 |
| 2008 | Einfach ich                                                                     | DE5 Gold · (19 Wo.)DE | AT2 Gold · (13 Wo.)AT | CH34 (8 Wo.)CH | Erstveröffentlichung: 4. Januar 2008 Verkäufe: + 110.000     |
| 2011 | Der ganz normale Wahnsinn                                                       | DE3 Gold · (15 Wo.)DE | AT2 Gold · (21 Wo.)AT | CH20 (6 Wo.)CH | Erstveröffentlichung: 18. März 2011 Verkäufe: + 110.000      |
| 2014 | Mitten im Leben                                                                 | DE3 Gold · (38 Wo.)DE | AT2 ×2Doppelplatin · (40 Wo.)AT | CH8 (23 Wo.)CH | Erstveröffentlichung: 21. Februar 2014 Verkäufe: + 130.000   |

grau schraffiert: keine Chartdaten aus diesem Jahr verfügbar

## Filmografie

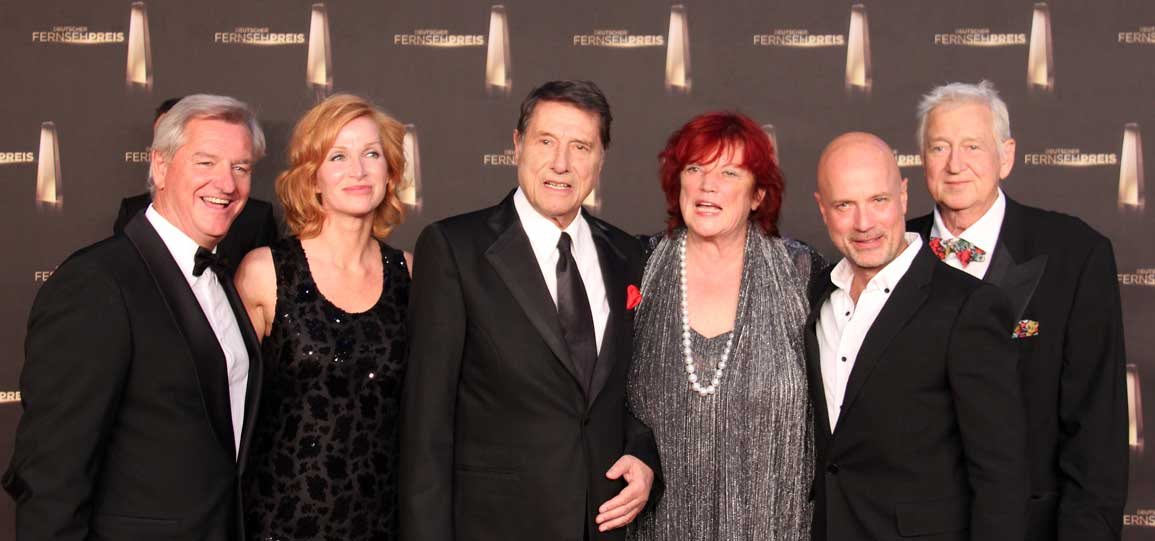
Jürgens mit dem Filmteam von Der Mann mit dem Fagott, 2012

### Kino
- 1957: Die Beine von Dolores
- 1958: Lilli – ein Mädchen aus der Großstadt
- 1961: … und du mein Schatz bleibst hier
- 1961: Unsere tollen Tanten
- 1962: Drei Liebesbriefe aus Tirol
- 1962: Tanze mit mir in den Morgen
- 1963: Unsere tollen Nichten
- 1963: Unsere tollen Tanten in der Südsee
- 1965: Das Spukschloß im Salzkammergut
- 1966: Siebzehn Jahr, blondes Haar

Kino-Filmmusik
- 1966: Siebzehn Jahr, blondes Haar
- 1975: Potato Fritz
- 1988: Ein Schweizer namens Nötzli

### Fernsehen (Auswahl)
- 1971: Glückspilze
- 1979: Wencke, Udo und der blaue Diamant (Fernsehfilm, gesendet im ZDF)
- 1990: Das Traumschiff – Disney World
- 1993: Ein Schloß am Wörthersee – Sommerkapriolen (Serienspezial)
- 2008: Legenden – Udo Jürgens (Dokumentarfilm)
- 2011: Der Mann mit dem Fagott (Fernsehzweiteiler)
- 2013: Sesamstraße: Ernie & Bert Songs
- 2014: Der Mann, der Udo Jürgens ist (Dokumentarfilm zum 80. Geburtstag von Hanns-Bruno Kammertöns und Michael Wech)
- 2019: 85 Jahre Udo Jürgens – Ich wünsch Dir Liebe ohne Leiden (VOX-Dokumentation zum 85. Geburtstag)
- 2019: Udo Jürgens – Soundtrack seines Lebens (90-minütiger Dokumentarfilm von Cornelia Quast für den NDR)

TV-Filmmusik
- 1980: Es war einmal … der Mensch (Zeichentrickserie)
- 1981: Tom und Jerry (Zeichentrickserie, Titellied Vielen Dank für die Blumen)
- 1990: Das Traumschiff (Fernsehreihe)
- 2011: Der Mann mit dem Fagott (Fernsehzweiteiler)
- 2012: Die kleine Lady (ZDF-Verfilmung von Der kleine Lord mit weiblichen Hauptdarstellern)

## Werke (Literatur)
- Udo Jürgens, Michaela Moritz: Der Mann mit dem Fagott. (autobiografische Familiensaga) Blanvalet, München 2006. ISBN 978-3-8090-2482-8

## Tourneen (Auswahl)
- 1967: Udo Jürgens singt seine Welterfolge (50 Konzerte mit 60.000 Besuchern)
- 1968: Udo Jürgens singt seine Welterfolge (neues Programm) (75 Konzerte mit 100.000 Besuchern)
- 1970: Udo 70 (266 Konzerte mit 510.000 Besuchern)
- 1972/1973: Ich bin wieder da (59 Konzerte mit 120.000 Besuchern)
- 1975: Udo 75 (63 Konzerte mit etwa 130.000 Besuchern)
- 1977: Udo live 77 (68 Konzerte mit ca. 150.000 Besuchern)
- 1978: Ein Mann und seine Lieder (44 Konzerte mit ungefähr 130.000 Besuchern)
- 1980: Udo 80 – Das Jubiläumskonzert (110 Konzerte mit 340.000 Besuchern)
- 1982/1983: Udo live (Lust am Leben) (123 Konzerte mit 400.000 Besuchern)
- 1984/1985: Udo live & hautnah (130 Konzerte mit näherungsweise 450.000 Besuchern)
- 1987: Deinetwegen (106 Konzerte mit 400.000 Besuchern)
- 1989/1990: Udo Jürgens Konzert – Ohne Maske (107 Konzerte mit 410.000 Besuchern)
- 1991/1992: Geradeaus und Open Air Symphony (87 Konzerte mit 720.000 Besuchern)
- 1994/1995: 140 Tage Größenwahn (138 Konzerte mit ungefähr 500.000 Besuchern)
- 1997: Gestern Heute Morgen – Tournee 1997 (111 Konzerte mit 400.000 Besuchern)
- 2000/2001: Udo 2000 – Mit 66 Jahren, da fängt das Leben an (107 Konzerte mit 440.000 Besuchern)
- 2002: Ein Soloabend (13 Konzerte mit näherungsweise 60.000 Besuchern)
- 2003/2004: Es lebe das Laster – Live (103 Konzerte mit 410.000 Besuchern)
- 2005: Udo spielt Jürgens – Solokonzert (19 Konzerte mit etwa 100.000 Besuchern)
- 2006: Jetzt oder nie – Tournee 2006 (78 Konzerte mit 320.000 Besuchern)
- 2007: Ein Mann & sein Klavier (15 Konzerte mit 55.000 Besuchern)
- 2009: Tournee 2009 – Einfach ich (63 Konzerte mit ungefähr 330.000 Besuchern)
- 2010: Der Soloabend 2010 (12 Konzerte mit 49.000 Besuchern)
- 2012: Der ganz normale Wahnsinn (51 Konzerte mit 270.000 Besuchern)
- 2014: Mitten im Leben (26 Konzerte innerhalb von 44 Tagen mit ungefähr 170.000 Besuchern, für Februar/März 2015 waren weitere 23 Konzerte innerhalb von 37 Tagen geplant)

## Ehrungen und Auszeichnungen

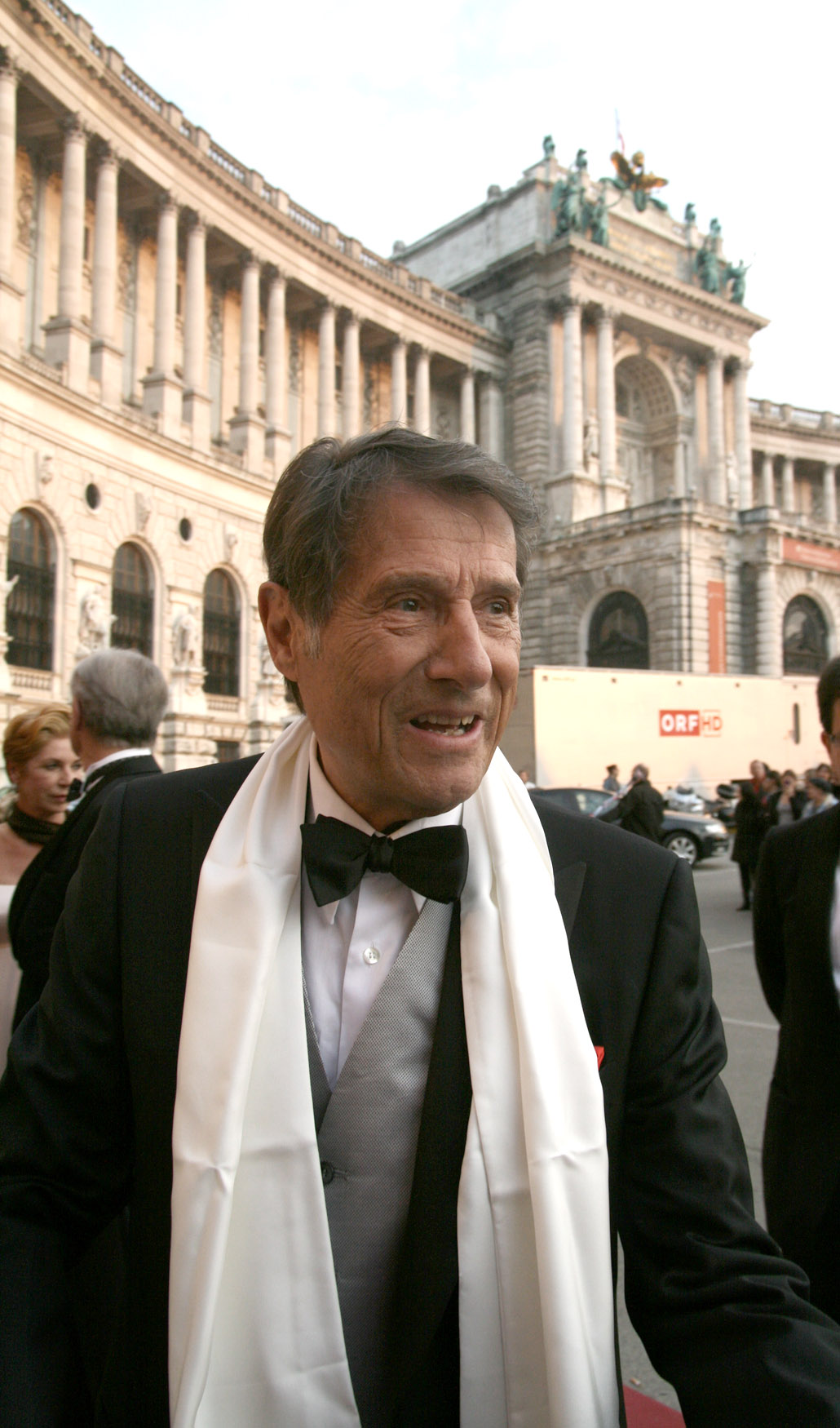
Udo Jürgens bei der Romy-Verleihung 2011 in Wien

- 1950: Komponisten-Wettbewerb des Österreichischen Rundfunks (1. Platz für Je t’aime)
- 1966: Grand Prix Eurovision de la Chanson (mit dem Lied Merci, Chérie für Österreich)
- 1967: Bravo Otto in Bronze
- 1968: Silberner Löwe
- 1968: Goldene Europa
- 1969: Bravo Otto in Silber
- 1970: Bambi
- 1976: Goldene Europa
- 1977: Goldene Europa
- 1978: Goldene Europa, Silberner Löwe, Goldenes Mikrophon
- 1979: Großes Ehrenzeichen der Stadt Wien
- 1979: Österreichische Goldene Kamera[72]
- 1981: Goldene Europa, Paul-Lincke-Ring der Stadt Goslar
- 1981: Robert Stolz Ehrenurkunde[73]
- 1984: Bambi
- 1984: Goldene Stimmgabel
- 1984: österreichischer Berufstitel Professor
- 1988: Goldene Kamera (Berlin) in der Kategorie Bester Musiker
- 1991: Kärntner Landesorden in Gold
- 1992: Goldene Stimmgabel
- 1993: Echo für das Lebenswerk
- 1994: Bambi
- 1994: Bundesverdienstkreuz 1. Klasse
- 1994: Ehrenring der Stadt Wien
- 1995: Großes Ehrenzeichen für Verdienste um die Republik Österreich
- 1995: Goldene Kamera für sein Lebenswerk
- 1996: FIFA-Verdienstorden
- 1998: Goldene Europa für sein Lebenswerk
- 1999: Bambi
- 1999: Aufnahme in den Club Carriere – Enzyklopädie des Erfolges
- 2000: Amadeus Austrian Music Award Bester Solokünstler Schlager
- 2000: Goldene Feder für sein Lebenswerk
- 2001: Goldene Stimmgabel
- 2001: Ehrenbürger seiner Heimatstadt Klagenfurt
- 2001: Amadeus Austrian Music Award
- 2003: Amadeus Austrian Music Award für sein Lebenswerk
- 2003: Munich Olympic Walk of Stars
- 2004: Deutscher Fernsehpreis
- 2004: Deutscher Musikpreis
- 2005: Goldener Rathausmann der Stadt Wien
- 2007: Berliner Bär (B.Z.-Kulturpreis) für sein Lebenswerk
- 2007: Ehrenmitgliedschaft der Internationalen Carl-Loewe-Gesellschaft in Löbejün
- 2008: Bild-Osgar für sein Lebenswerk
- 2008: Goldene Henne für sein Lebenswerk
- 2008: Steiger Award
- 2010: Crystal Award in Davos für seine Stiftung Ihr von morgen
- 2011: Romy für sein Lebenswerk
- 2013: Bambi für sein Lebenswerk
- 2014: S. Georgs Orden des Dresdner SemperOpernball-Vereins für sein Lebenswerk
- 2014: Prix du Champagne für sein Lebenswerk
- 2014: Deutscher Musikautorenpreis für sein Lebenswerk
- 2014: Ehrenmedaille „Stadttaler“ der Stadt Zürich[74]
- 2014: Sonderbriefmarke der österreichischen Post mit seinem Porträt als Motiv (Nennwert 70 Eurocent, Ausgabetag 18. Oktober 2014, gefertigt auch als motivgleiche Marke in Silber)
- 2015: Lifetime SwissAward: Postume Ehrung seines Lebenswerks anlässlich der Galaveranstaltung von SRF, RTS und RSI.
- 2015: Aufnahme in die Echo Hall of Fame
- 2015: Amadeus Award als Künstler des Jahres